# Angelo da Costa
Angelo Esmael da Costa Júnior, mais conhecido como Júnior Costa ou Angelo da Costa (São Bernardo do Campo, 12 de novembro de 1983), é um ex futebolista brasileiro que atuava como goleiro.

## Carreira
Começou sua carreira no Santo André em 2000. Em 2003 conquistou a Copa São Paulo de Futebol Júnior e a Copa Estado de São Paulo pela equipe do grande ABC.
Em 2004, foi titular em 8 das 11 partidas da equipe na conquista da Copa do Brasil. Saiu do Santo André em 2007 depois do rebaixamento do time no campeonato estadual, porém mesmo assim os torcedores tem grande admiração pelo que fez enquanto vestiu as cores do Ramalhão.

## Títulos
Santo André Categorias de base
- Copa São Paulo de Futebol Júnior: 2003

Santo André
- Copa Estado de São Paulo: 2003
- Copa do Brasil: 2004